# Melchor de Santa Cruz
Melchor de Santa Cruz de Dueñas (Toledo[cita requerida] h. 1505 - 1585), escritor y orfebre español.
Escritor, platero, orfebre y comerciante, nació en Toledo y vivió en esta ciudad entre 1520 y 1576. Es conocido como autor de una popularísima miscelánea, dedicada a Juan de Austria, la Floresta española de apotegmas y sentencias, sabia y graciosamente dichas, de algunos españoles (1574). Se trata de una colección de chistes o anécdotas en once partes: de eclesiásticos, nobles, respuestas ingeniosas, funcionarios de justicia, profesiones, artistas y enamorados, dichos graciosos, lisiados o deformes, burlas, dichos extravagantes y mujeres e inválidos. Mezcla frases anecdóticas, sentencias, cuentecillos, chistes, misceláneas y datos biográficos de muchos personajes tomados de una gran diversidad de fuentes.